# Basra (muhafaza)
Basra (arab. البصرة = Al-Basra) – jedna z 18 prowincji Iraku. Znajduje się w południowej części kraju. Jednymi z większych miast są: Abu al-Chasib, Ad-Dajr, Al-Harisa, Al-Kurna, Al-Midajna, Safwan oraz Umm Kasr.
Występują bogate złoża ropy naftowej. Jest żyznym regionem rolniczym – ryż, kukurydza, jęczmień, proso, pszenica; hodowla zwierząt.